# Rolleville
Rolleville és un municipi francès situat al departament del Sena Marítim i a la regió de Normandia. L'any 2007 tenia 1.137 habitants.

## Demografia

### Població
El 2007 la població de fet de Rolleville era de 1.137 persones. Hi havia 385 famílies de les quals 64 eren unipersonals (32 homes vivint sols i 32 dones vivint soles), 116 parelles sense fills, 185 parelles amb fills i 20 famílies monoparentals amb fills.
La població ha evolucionat segons el següent gràfic:
Habitants censats

### Habitatges
El 2007 hi havia 412 habitatges, 392 eren l'habitatge principal de la família, 5 eren segones residències i 15 estaven desocupats. 406 eren cases i 5 eren apartaments. Dels 392 habitatges principals, 332 estaven ocupats pels seus propietaris, 48 estaven llogats i ocupats pels llogaters i 11 estaven cedits a títol gratuït; 13 tenien dues cambres, 61 en tenien tres, 129 en tenien quatre i 188 en tenien cinc o més. 345 habitatges disposaven pel capbaix d'una plaça de pàrquing. A 160 habitatges hi havia un automòbil i a 208 n'hi havia dos o més.

### Piràmide de població
La piràmide de població per edats i sexe el 2009 era:
| Homes | Edats   | Dones |
| ----- | ------- | ----- |
| 0     | 95 o +  | 0     |
| 0     | 90 a 94 | 4     |
| 0     | 85 a 89 | 8     |
| 0     | 80 a 84 | 4     |
| 4     | 75 a 79 | 16    |
| 8     | 70 a 74 | 12    |
| 36    | 65 a 69 | 20    |
| 20    | 60 a 64 | 56    |
| 20    | 55 a 59 | 16    |
| 36    | 50 a 54 | 48    |
| 52    | 45 a 49 | 76    |
| 44    | 40 a 44 | 36    |
| 40    | 35 a 39 | 36    |
| 48    | 30 a 34 | 56    |
| 24    | 25 a 29 | 32    |
| 36    | 20 a 24 | 44    |
| 44    | 15 a 19 | 20    |
| 44    | 10 a 14 | 32    |
| 36    | 5 a 9   | 36    |
| 28    | 0 a 4   | 44    |

## Economia
El 2007 la població en edat de treballar era de 723 persones, 496 eren actives i 227 eren inactives. De les 496 persones actives 472 estaven ocupades (262 homes i 210 dones) i 24 estaven aturades (4 homes i 20 dones). De les 227 persones inactives 68 estaven jubilades, 53 estaven estudiant i 106 estaven classificades com a «altres inactius».

### Ingressos
El 2009 a Rolleville hi havia 386 unitats fiscals que integraven 1.055 persones, la mediana anual d'ingressos fiscals per persona era de 20.613 €.

### Activitats econòmiques
Dels 22 establiments que hi havia el 2007, 2 eren d'empreses alimentàries, 1 d'una empresa de fabricació de material elèctric, 1 d'una empresa de fabricació d'altres productes industrials, 2 d'empreses de construcció, 6 d'empreses de comerç i reparació d'automòbils, 2 d'empreses de transport, 1 d'una empresa d'hostatgeria i restauració, 1 d'una empresa financera, 1 d'una empresa immobiliària, 3 d'empreses de serveis, 1 d'una entitat de l'administració pública i 1 d'una empresa classificada com a «altres activitats de serveis».
Dels 4 establiments de servei als particulars que hi havia el 2009, 1 era una oficina de correu, 1 guixaire pintor, 1 fusteria i 1 perruqueria.
Dels 4 establiments comercials que hi havia el 2009, 1 era una botiga de més de 120 m², 1 una botiga de menys de 120 m², 1 una fleca i 1 una botiga de mobles.
L'any 2000 a Rolleville hi havia 12 explotacions agrícoles que ocupaven un total de 612 hectàrees.

## Equipaments sanitaris i escolars
L'únic equipament sanitari que hi havia el 2009 era una farmàcia.
El 2009 hi havia una escola elemental.

## Poblacions més properes
El següent diagrama mostra les poblacions més properes.